# Osbournby
Osbournby är en ort och civil parish i Storbritannien.   Den ligger i grevskapet Lincolnshire och riksdelen England, i den sydöstra delen av landet, 160 km norr om huvudstaden London. Osbournby ligger 26 meter över havet och antalet invånare är 358.
Terrängen runt Osbournby är platt. Runt Osbournby är det ganska tätbefolkat, med 139 invånare per kvadratkilometer. Närmaste större samhälle är Grantham, 15,6 km väster om Osbournby. Trakten runt Osbournby består till största delen av jordbruksmark.